# Maxime Boilard
Maxime Boilard (Quebec, 26 de junio de 1978) es un deportista canadiense que compitió en piragüismo en la modalidad de aguas tranquilas.
Ganó dos medallas de plata en el Campeonato Mundial de Piragüismo, en los años 2002 y 2003, ambas en la prueba de C4 1000 m. En los Juegos Panamericanos de 1999 consiguió una medalla de plata.

## Palmarés internacional
| Campeonato Mundial   | Campeonato Mundial           | Campeonato Mundial | Campeonato Mundial |
| Año                  | Lugar                        | Medalla            | Competición        |
| -------------------- | ---------------------------- | ------------------ | ------------------ |
| 2002                 | Sevilla (España)             | Medalla de plata   | C4 1000 m          |
| 2003                 | Gainesville (Estados Unidos) | Medalla de plata   | C4 1000 m          |
| Juegos Panamericanos |                              |                    |                    |
| Año                  | Lugar                        | Medalla            | Competición        |
| 1999                 | Winnipeg (Canadá)            | Medalla de plata   | C2 500 m           |